# Кралево
Вижте пояснителната страница за други значения на Кралево.
За българските села с това име вижте Кралево (Област Търговище) и Кралево (Област Хасково).
Кралево (на сръбски: Краљево) е град в Сърбия. Той е административен център на община Град Кралево и на Рашки окръг.

## География
Населението му е 57 414 души (преброяване, 2002). През него минават реките Ибър, Морава и Рибница.

## История
Първоначално селището се намира при вливането на Ибър в Западна Морава. Първото название на селото от последната четвърт на 14 и 15 век е Рудо поле. През 16 век е споменато влашко село с името Карановац (Карановъц, Караново, Карановци), като старото име Рудо поле изпада от употреба. На 19 април 1882 година, след короноването му за крал в Жича, с указ Милан I преименува Карановац на Кралево.

## Личности
Родени в Кралево
- Горан Петрович (р. 1961) – сръбски писател;
- (р. 1951) – известен сръбски журналист.

Починали в Кралево
- Панче Неделковски (1912 – 1945), югославски партизанин и деец на НОВМ
- Диме Туриманджовски (1913 – 1945), югославски партизанин и деец на НОВМ